# Estación de Pradillo
Pradillo es una estación de la línea 12 del Metro de Madrid situada bajo la plaza homónima, en el centro de Móstoles.

## Historia
La estación se abrió al público el 11 de abril de 2003 al igual que el resto de la línea.
Desde el 21 de junio de 2014, la estación permaneció cerrada por las obras de mejora de las instalaciones entre las estaciones de Universidad Rey Juan Carlos y Hospital de Móstoles. El motivo de estas obras fue la modernización y mejora de la plataforma de la vía, con la sustitución de tacos, inyecciones, zanjas transversales y ensanche de canal. El servicio se restableció el 5 de julio de 2014.
Desde el 20 de junio de 2015, la estación vuelve a permanecer cerrada por obras de mejora de las instalaciones entre las estaciones de Universidad Rey Juan Carlos y Loranca. Existió un servicio especial de autobuses, que sustituye el servicio prestado por Metro de Madrid: el SE3 (Universidad Rey Juan Carlos - Loranca), que realizaba parada en la calle de Cartaya (sentido Loranca) y en la calle de Juan XIII (sentido Universidad Rey Juan Carlos). El servicio se restableció el 6 de septiembre de 2015.

## Accesos
Vestíbulo Pradillo
- Plaza del Pradillo Pza. Pradillo, s/n
- Ascensor Pza. Pradillo, s/n

## Líneas y conexiones

### Metro
| << cabecera | < estación       | línea | estación >           | cabecera >> |
| ----------- | ---------------- | ----- | -------------------- | ----------- |
| circular    | Móstoles Central |       | Hospital de Móstoles | circular    |

### Autobuses
| Diurnos |                                |                             |               |
| Línea   | Destino                        | Parada                      | Operador      |
| 2       | Cementerio                     | 08573 Juan XXIII-Residencia | Arriva Madrid |
| 3       | Polígono industrial Las Nieves | 08573 Juan XXIII-Residencia | Arriva Madrid |

| Diurnos |                                              |                                          |               |
| Línea   | Destino                                      | Parada                                   | Operador      |
| 519     | Móstoles (Estación de Móstoles Central)      | 08573 Juan XXIII-Residencia              | Arriva Madrid |
| 520     | Alcorcón                                     | 08573 Juan XXIII-Residencia              | Arriva Madrid |
| 521     | Madrid (Príncipe Pío)                        | 08573 Juan XXIII-Residencia              | Arriva Madrid |
| 520     | Móstoles (Polígono industrial Arroyomolinos) | 08574 Alcalde Zalamea-Parque Dos de Mayo | Arriva Madrid |
| 521     | Móstoles (Polígono industrial Arroyomolinos) | 08574 Alcalde Zalamea-Parque Dos de Mayo | Arriva Madrid |